# 에르킬레트 공항
에르킬레트 공항(Erkilet Airport) 은 카이세리 지방 코자시난 지역의 에르킬레트 지역에 위치한 공항이다. IATA 코드는 ASR, ICAO 코드 는 LTAU이다 . 1998년에 민간 항공 교통에 개방되었다.
12, Erkilet 공항에 인접.항공수송주요사령부 에 위치하고 있다. 이 부대의 C-130, C-160, CN-235 및 A-400M 유형 군용 수송기는 공항을 광범위하게 사용한다. 이 외에도 광장에는 민간 화물 운송도 활발한다.
Erkilet 공항은 Boeing 747 과 같은 대형 항공기를 수용할 수 있는 능력을 갖추고 있다. 때때로 KC-135 군용 급유기도 공항을 이용한다.
2020년 11월 21일에 새로운 터미널 건물의 기초가 놓였다. 2023년까지 완공될 예정이다. 프로젝트가 완료되면 공항에는 89,500m² 규모의 계류장, 18대의 항공기와 6개의 여객교를 수용할 수 있는 주차 공간이 있게 된다.
1. ↑  “Kayseri Havalimanı yeni terminal binasının temeli atıldı”. 24 Mart 2021에 원본 문서에서 보존된 문서. 24 Şubat 2021에 확인함.